# Кунего, Дамиано
Дамиа́но Ку́него (итал. Damiano Cunego; род. 19 сентября 1981 года в Черро-Веронезе, Венеция) — итальянский профессиональный шоссейный велогонщик, выступающий за команду «Lampre-ISD». Победитель Джиро д’Италия 2004 года и многих однодневных классических велогонок. Специализируется на горных этапах, также обладает нетипичными для горняка способностями финишёра-спринтера.

## Карьера
В подростковом возрасте Кунего успешно выступал в соревнования по кроссу. Позже на него обратил внимание Джузеппе Мартинелли, менеджер Марко Пантани. Кунего стал выступать за юниорскую команду «Gaiga-Gore Tex», где добился 14 побед и стал вторым на чемпионате Италии в своей возрастной категории. В 1999 году он победил на юниорском чемпионате мира, в одиночку финишировав на улицах родной Вероны. Затем Дамиано провёл 2 года в молодёжной команде «Zalf-Euromobil-Fior», за которую он выиграл 5 гонок.
В 2002 году Кунего перешёл в профессионалы, заключив контракт с «Saeco». В первом же сезоне он выиграл Джиро д’Оро и Джиро Медиа Брента, а в следующем — 7-й этап и генеральную классификацию китайского Тура озера Цинхай. В мае 2004 года 22-летний Кунего одержал сенсационную победу на Джиро д’Италия. Успех Дамиано больно ударил по капитану команды, Джилберто Симони, защищавшему прошлогодний титул. На 18-м этапе Кунего «убежал» от Симони, когда тот предпринял сольную атаку. По свидетельству корреспондента «La Gazzetta dello Sport», после этапа Симони на глазах журналистов ткнул в Кунего пальцем и сказал: «Ты ублюдок… Ты реально тупой». В том же сезоне Кунего одержал ещё ряд побед, в том числе и на исторической последней гонке, организованной под эгидой UCI Road World Cup, Джиро ди Ломбардия.
В 2005 году «Saeco» и «Lampre» объединились в Lampre-Caffita. Сокапитаны новой команды, Кунего и Симони, снова участвовали в Джиро, однако в Доломитовых Альпах Дамиано проиграл 6 минут и выбыл из борьбы за призы (в итоге он стал 18-м, а Симони — вторым, проиграв менее чем полсекунды Паоло Савольделли). После гонки он пожаловался на плохой психологический климат в команде, также было объявлено, что по ходу многодневки он подцепил вирус Эпштейна — Барр. В 2006 году Кунего стал третьим на Льеж — Бастонь — Льеж, уступив в финишном спринте. На Тур де Франс 2006 он стал лучшим молодым гонщиком, а также стал вторым на этапе с финишем в Альп-д'Юэз, отпустив на последних километрах Франка Шлека; финиш в Морзин Дамиано завершил третьим. В этом же году он выиграл Джиро дель Трентино, а в следующем защитил этот титул и во второй раз победил на Джиро ди Ломбардия.
В 2008 году Кунего мощными финишными спуртами выиграл Классика Примавера и Амстел Голд Рейс, что позволило ему финишировать вторым в рейтинге UCI ProTour. Дамиано также завоевал серебряную медаль а групповой гонке на чемпионате мира, проиграв 3 секунды Алессандро Баллану. На 18-м этапе Тур де Франс 2008 он получил тяжёлые травмы при падении, что вынудило его досрочно завершить гонку, в общем зачёте которой он шёл 16-м. В конце года ему удалось победить на Кубке Японии и в третий раз — на Джиро ди Ломбардия, подтвердив свою репутацию одного из лучших классических гонщиков.
В 2009 году итальянец стал первым на мемориале Коппи-э-Бартали, выиграв ещё и 2 этапа. После победы на двух этапах Вуэльты, Кунего ехал главным фаворитом на чемпионат мира, где стал 8-м. 2010 год стал для него крайне неудачным. Не одержав ни одной победы, Кунего решил завершить сезон уже в сентябре. В следующем году он выступал значительно лучше, и едва не выиграл Тур Швейцарии: пролидировав 6 дней, после финальной разделки Кунего уступил 4 секунды Леви Лайфаймеру. На Тур де Франс итальянец снова включился в борьбу за высокие места на супермногодневках, став в итоге 7-м.

## Победы

### 2002 год
- Джиро д’Оро
- Джиро Медиа Брента

### 2003 год
- Генеральная классификация и 7-й этап Тура озера Цинхай

### 2004 год
- Генеральная классификация, 2-й, 7-й, 16-й и 18-й этапы Джиро д’Италия 2004
- Джиро ди Ломбардия
- Генеральная классификация, 1-й и 2-й этапы Джиро дель Трентино
- Джиро дель Аппеннино
- GP Industria & Artigianato di Larciano
- Gran Premio Nobili Rubinetterie
- Мемориал Марко Пантани

### 2005 год
- Gran Premio Nobili Rubinetterie
- Трофео Мелинда
- Japan Cup
- 3-й этап Тура Романдии

### 2006 год
- Джиро дель Трентино
- Генеральная классификация и 3-й этап Международная неделя Коппи и Бартали
- Джиро д’Оро
- GP Industria & Artigianato di Larciano
- Молодёжная классификация Тур де Франс 2006

### 2007 год
- Джиро ди Ломбардия
- Генеральная классификация, 1-й и 2-й этапы Джиро дель Трентино
- 4-й этап Тура Германии
- Гран-при Бруно Бегелли

### 2008 год
- Джиро ди Ломбардия
- Амстел Голд Рейс
- Классика Примавера
- Кубок Японии
- Спринтерская классификация и 5-й этап Тура Басконии

### 2009 год
- Генеральная классификация, 2-й и 3-й этапы Международная неделя Коппи и Бартали
- 8-й и 14-й этапы Вуэльты Испании

### 2011 год
- Джиро дель Аппеннино
- 2-й этап Тура Романдии
- 2-й этап Джиро Сардинии

## Выступления на супервеломногодневках
| Гранд Тур       | 2003 | 2004 | 2005 | 2006 | 2007 | 2008 | 2009 | 2010 | 2011 |
| --------------- | ---- | ---- | ---- | ---- | ---- | ---- | ---- | ---- | ---- |
| Джиро д’Италия  | 34   | 1    | 18   | 4    | 5    | -    | 18   | 11   | -    |
| Тур де Франс    | -    | -    | -    | 11   | -    | НФ   | -    | 29   | 7    |
| Вуэльта Испании | -    | 16   | -    | -    | НФ   | НФ   | НФ   | -    | -    |